# Râul Hermăneasa
Râul Hermăneasa este un afluent al râului Arieș. 